# Wharton (Cumbria)
Pour les articles homonymes, voir Wharton.
Wharton est une paroisse civile de Cumbria, située dans le nord-ouest de l'Angleterre.